# Comitatul Lancaster, Nebraska
Comitatul Lancaster (în engleză Lancaster County) este un comitat din statul Nebraska, Statele Unite ale Americii. 
La recensământul din 2020, populația comitatului a fost de 322,608 locuitori, făcând-ul al doilea cel mai populat comitat din Nebraska, în spatele comitatului Douglas. Reședința este la Lincoln, capitala statului în sine. Comitatul a fost creat în 1859.
Comitatul este parte din zona metropolitană Lincoln, beneficiind de comoditățile orașului.

## Geografie
Conform Biroului de Recensământ al SUA, comitatul are o suprafață totală de 2,190km2 ,din care 2,170km2 este teren și 23km2 (1,0%) este apă.

## Educație
Districte școlare includ:
- Școli publice din Crete

- Școli publice din Freeman

- Școli publice din Lincoln

- Școli publice din Malcolm

- Școli publice din Milford

- Districtul Școlar Norris 106

- Sectorul de învățământ Palmyara OR-1

- Școli publice din Raymond

- Districtul școlar Waverly 145

- Școli publice din Wilber-Clatonia